# Renia generalis
Renia generalis är en fjärilsart som beskrevs av Walker 1859. Renia generalis ingår i släktet Renia och familjen nattflyn. Inga underarter finns listade.